# ГЭС Силоду
ГЭС Силоду (кит. 溪洛渡大坝, пиньинь Xīluòdù Dàbà) — гидроэлектростанция на реке Цзиньша (верхнее течение Янцзы) в Китае. Плотина расположена около посёлка Силоду уезда Юншань городского округа Чжаотун провинции Юньнань. По реке проходит административная граница с провинцией Сычуань. После завершения возведения сооружений ГЭС она стала ключевым звеном проекта регулирования стока Цзиньша, который преследует цели получения гидроэлектроэнергии и снижения количества ила в воде.

## Проектные характеристики
ГЭС Силоду — третья по мощности (13 860 МВт) ГЭС в мире. Высота НУМ верхнего бьефа составляет 600 м, нижнего — 380 м. Полная ёмкость водохранилища составляет 12,67 км³, полезная ёмкость — 6,46 км³. В ходе сезонного регулирования уровень воды в водоеме может снижаться на 60 м до 540 м НУМ.

## История строительства
В начале 2005 года строительство было приостановлено из-за недостаточной изученности последствий реализации проекта на экологию региона, но впоследствии было возобновлено. Перекрытие русла реки было осуществлено в 2009 году. Ввод в эксплуатацию первой турбины мощностью 770 МВт произведён 16 июля 2013 года, 3 апреля 2014 года пущена 14-я турбина.
Последние гидроагрегаты были введены в эксплуатацию в августе 2014 года.